# وارویک فیلمز
وارویک فیلمز (انگلیسی: Warwick Films) شرکت فیلم‌سازی بریتانیایی است، که در سال ۱۹۵۱ توسط اورینگ آلن
آلبرت آر. براکلی تأسیس شد.